# Burgos Club de Fútbol
Burgos Club de Fútbol é um clube de futebol espanhol com sede em Burgos, na comunidade autônoma de Castela e Leão. Atualmente, disputa a Segunda Divisão Espanhola, também conhecida como La Liga SmartBank. O clube manda seus jogos no Estádio Municipal de El Plantio, com capacidade para 12.200 pessoas.

## História
O clube foi fundado em 1922.